# Varnas flygplats
Varnas flygplats (IATA: VAR, ICAO: LBWN) (bulgariska: Летище Варна) är en internationell flygplats nära Varna, en historisk hamnstad i Bulgarien. Den är landets tredje största flygplats, efter både Sofias och Burgas flygplats. Den är en viktig destination under sommarsäsongen för bland annat charterflyg. Varnas flygplats är belägen 10 km från Varnas centrum i Aksakovo. Flygplatsen betjänar hela nordöstra Bulgarien.